# 寶達志水町
寶達志水町（日语：／ Hōdatsushimizu chō */?）為位於日本石川縣中部的行政區劃。
轄區東部以寶達山為主的寶達丘陵，町名中的「寶達」即是源於寶達山，西部鄰日本海，沿海區域為沙丘地。
由於過去屬於能登國，在加賀縣內被列為能登地方，是能登地方的最南端，也是最靠近金澤的地區。

## 人口
自1980年代開始，本地人口即持續外流，登記之戶數則是稍微增加，顯示町內的家庭結構逐漸由原本的大家族轉為核心家庭為主。
| 寶達志水町人口分布圖 |                                                   |  |
| 寶達志水町與日本全國年齡別人口分布比較圖 （2005年資料） | 寶達志水町的年齡、男女別人口分布圖 （2005年資料） |  |
| ■紫色是寶達志水町 ■綠色是全国 | ■藍色是男性 ■紅色是女性                           |  |
| 寶達志水町人口變化 \| 1970年 \| 17,107人 \| \| \| 1975年 \| 17,091人 \| \| \| 1980年 \| 17,115人 \| \| \| 1985年 \| 17,306人 \| \| \| 1990年 \| 16,897人 \| \| \| 1995年 \| 16,409人 \| \| \| 2000年 \| 15,891人 \| \| \| 2005年 \| 15,236人 \| \| \| 2010年 \| 14,277人 \| \| \| 2015年 \| 13,174人 \| \| \| 2020年 \| 12,121人 \| \| |                                                   |  |
| 資料來源：日本總務省統計中心提供之人口普查數據 |                                                   |  |
| 1970年 | 17,107人                                          |  |
| 1975年 | 17,091人                                          |  |
| 1980年 | 17,115人                                          |  |
| 1985年 | 17,306人                                          |  |
| 1990年 | 16,897人                                          |  |
| 1995年 | 16,409人                                          |  |
| 2000年 | 15,891人                                          |  |
| 2005年 | 15,236人                                          |  |
| 2010年 | 14,277人                                          |  |
| 2015年 | 13,174人                                          |  |
| 2020年 | 12,121人                                          |  |

## 歷史
位於寶達志水町南部的御館地區曾挖掘出屬於日本舊石器時代的遺跡，這也是目前石川縣內挖掘到最古老的史前文化遺跡；本地過去在令制國時代最初屬於越前國羽咋郡，直718年才隨著羽咋郡被劃入新設立的能登國，雖然一度在742年又隨著能登國被併入越中國，不過757年恢復能登國後，就一直屬於能登國。
15世紀時為能登畠山氏所控制，但畠山氏在16世紀中因家族內的紛爭而滅亡；16世紀戰國時代末期，織田信長在1581年平地此地後，本地開始隨著能登國成為前田氏的領地，1584年當豐臣秀吉與德川家康之間發生小牧、長久手之戰時，分別支持兩方的前田利家與佐佐成政也同時在此地的末森城發生末森城之戰。
17世紀江戶時代後大部分區域都成為加賀藩前田氏的領地直到19世紀末，位於本地的寶達山由於擁有金礦，一度成為加賀藩的財政之助；明治維新後於1871年實施廢藩置縣，加賀藩的領地改隸屬金澤縣，不過在同年的第一次府縣整併中被劃入新設立的七尾縣，但僅半年過後，又被併回由原金澤縣更而成的石川縣。
1889年日本實施町村制，現在的寶達志水町在當時分屬北大海村、北莊村、中莊村、末森村、柏崎村、樋川村、志雄村、南志雄村、北志雄村、南邑知村共十個行政區劃。位於北部的五個村於1933年合併為志雄村後，再於1936年升格為志雄町；位於南部的五個村則是在1954年合併為押水町。
2000年代日本政府開始平成大合併，志雄町與押水町於2005年完成合併，合併後的名稱以「寶達山」之名為開頭，再自「志雄町」及「押水町」各取一字，組成「寶達志水町」。

### 變遷表
| 1889年4月1日 | 1889年 - 1912年 | 1912年 - 1944年           | 1912年 - 1944年           | 1945年 - 1954年            | 1955年 - 1989年            | 1989年 - 現在                 | 現在                          |
| ------------ | --------------- | ------------------------- | ------------------------- | -------------------------- | -------------------------- | ----------------------------- | ----------------------------- |
| 南邑知村     | 南邑知村        | 1933年5月1日 合併為志雄村 | 1936年2月1日 改制為志雄町 | 1936年2月1日 改制為志雄町  | 1936年2月1日 改制為志雄町  | 2005年3月1日 合併為寶達志水町 | 2005年3月1日 合併為寶達志水町 |
| 樋川村       |                 | 1933年5月1日 合併為志雄村 | 1936年2月1日 改制為志雄町 | 1936年2月1日 改制為志雄町  | 1936年2月1日 改制為志雄町  | 2005年3月1日 合併為寶達志水町 | 2005年3月1日 合併為寶達志水町 |
| 志雄村       |                 | 1933年5月1日 合併為志雄村 | 1936年2月1日 改制為志雄町 | 1936年2月1日 改制為志雄町  | 1936年2月1日 改制為志雄町  | 2005年3月1日 合併為寶達志水町 | 2005年3月1日 合併為寶達志水町 |
| 南志雄村     |                 | 1933年5月1日 合併為志雄村 | 1936年2月1日 改制為志雄町 | 1936年2月1日 改制為志雄町  | 1936年2月1日 改制為志雄町  | 2005年3月1日 合併為寶達志水町 | 2005年3月1日 合併為寶達志水町 |
| 北志雄村     |                 | 1933年5月1日 合併為志雄村 | 1936年2月1日 改制為志雄町 | 1936年2月1日 改制為志雄町  | 1936年2月1日 改制為志雄町  | 2005年3月1日 合併為寶達志水町 | 2005年3月1日 合併為寶達志水町 |
| 北莊村       | 北莊村          | 北莊村                    | 北莊村                    | 1954年11月3日 合併為押水町 | 1954年11月3日 合併為押水町 | 2005年3月1日 合併為寶達志水町 | 2005年3月1日 合併為寶達志水町 |
| 中莊村       |                 |                           |                           | 1954年11月3日 合併為押水町 | 1954年11月3日 合併為押水町 | 2005年3月1日 合併為寶達志水町 | 2005年3月1日 合併為寶達志水町 |
| 末森村       |                 |                           |                           | 1954年11月3日 合併為押水町 | 1954年11月3日 合併為押水町 | 2005年3月1日 合併為寶達志水町 | 2005年3月1日 合併為寶達志水町 |
| 柏崎村       |                 |                           |                           | 1954年11月3日 合併為押水町 | 1954年11月3日 合併為押水町 | 2005年3月1日 合併為寶達志水町 | 2005年3月1日 合併為寶達志水町 |
| 北大海村     |                 |                           |                           | 1954年11月3日 合併為押水町 | 1954年11月3日 合併為押水町 | 2005年3月1日 合併為寶達志水町 | 2005年3月1日 合併為寶達志水町 |

## 交通
西日本旅客鐵道七尾線以南北向通過轄內西部的平原區域，設有免田車站、寶達車站、敷浪車站三個車站，自這三個車站出發，透過鐵路可在五十分鐘內到達金澤市。
沿著海岸還有快速道路能登里山海道可往北進入能登半島，或是往南前往金澤市。
轄內的客運路線僅有三條町營的社區巴士路線，且每天僅有往返各一班次。

### 鐵路
- 西日本旅客鐵道
  - 七尾線：（←河北市） - 免田車站 - 寶達車站（日语：宝達駅） - 敷浪車站 - （羽咋市→）

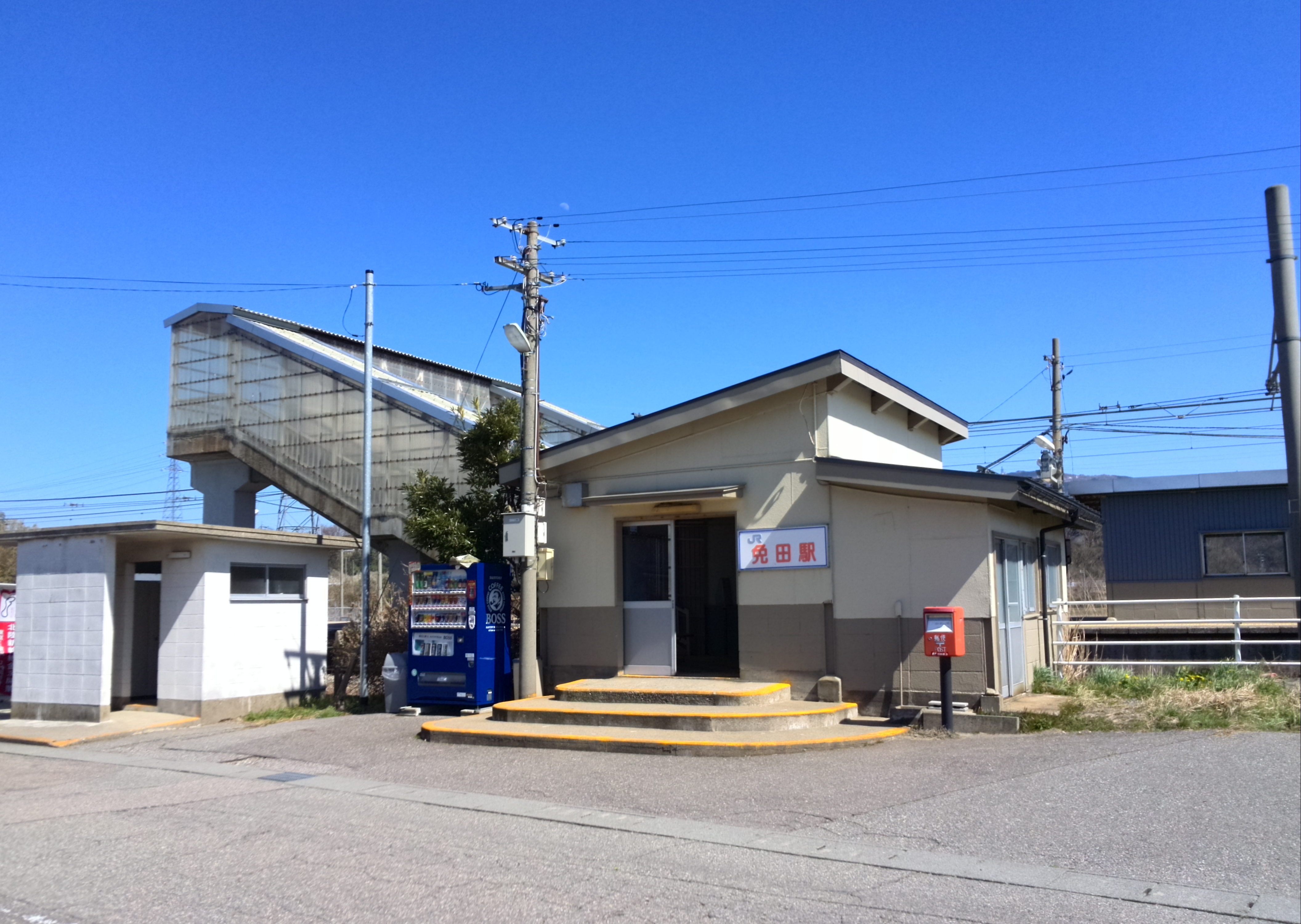
免田車站
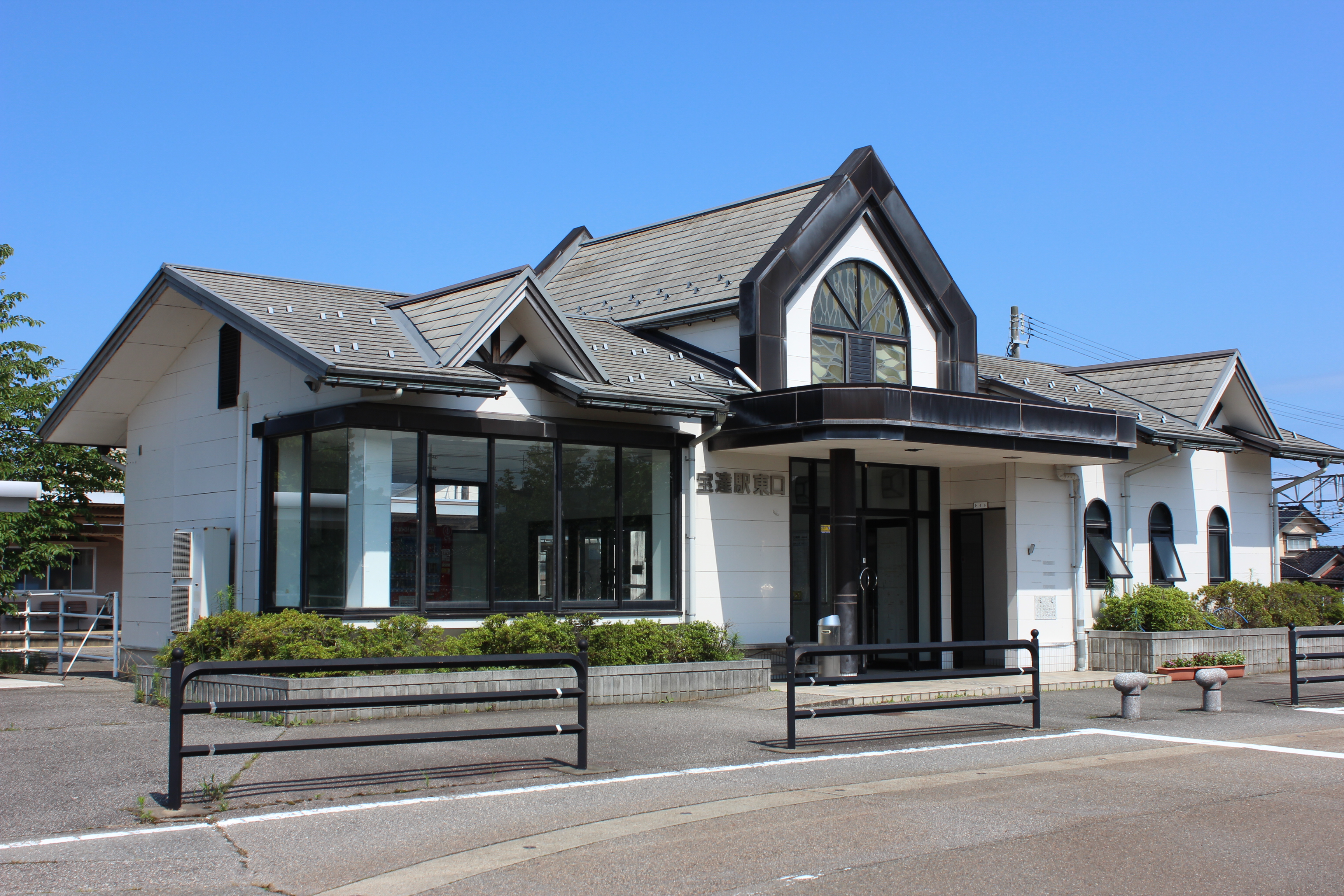
寶達車站
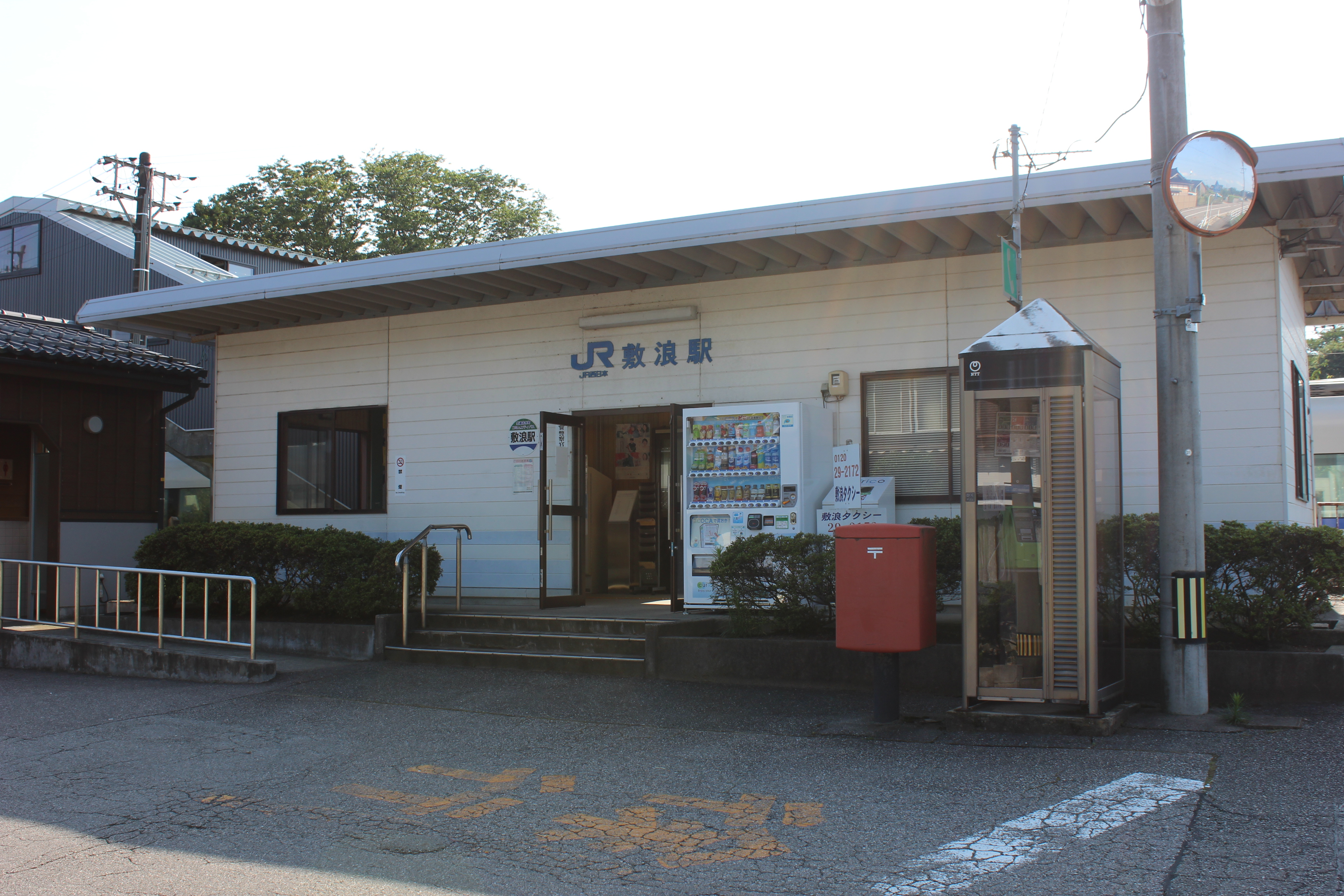
敷浪車站

### 公路
快速道路
- 能登里山海道：（河北市） - 米出交流道（日语：米出インターチェンジ） - 今濱交流道（日语：今浜インターチェンジ） - 志雄休息區（日语：志雄パーキングエリア） - （羽咋市）

## 觀光資源
末森城為16世紀末末森城之戰的發生地點，末森城雖然已於1615年被廢棄拆除，不過其遺址現也被石川縣政府列為文化財產，並設有簡易的歷史解說牌。

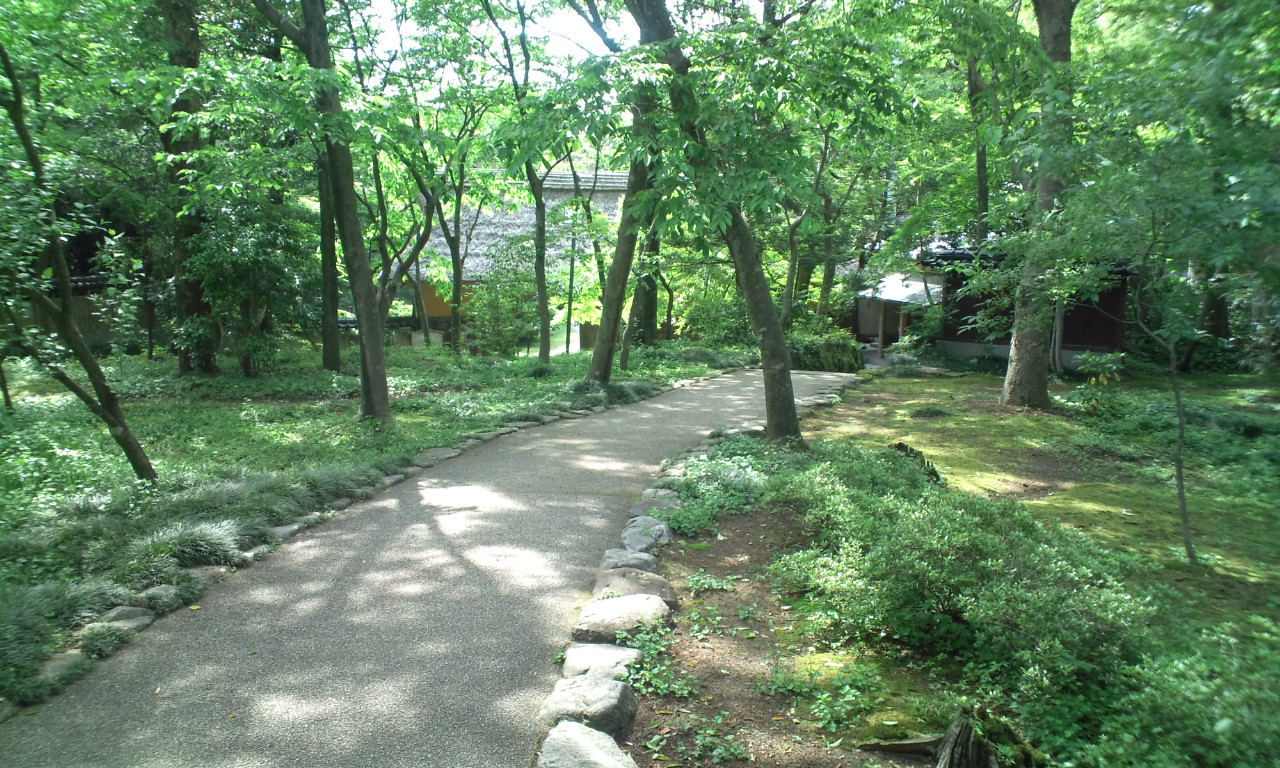
十村役「喜多家」前庭

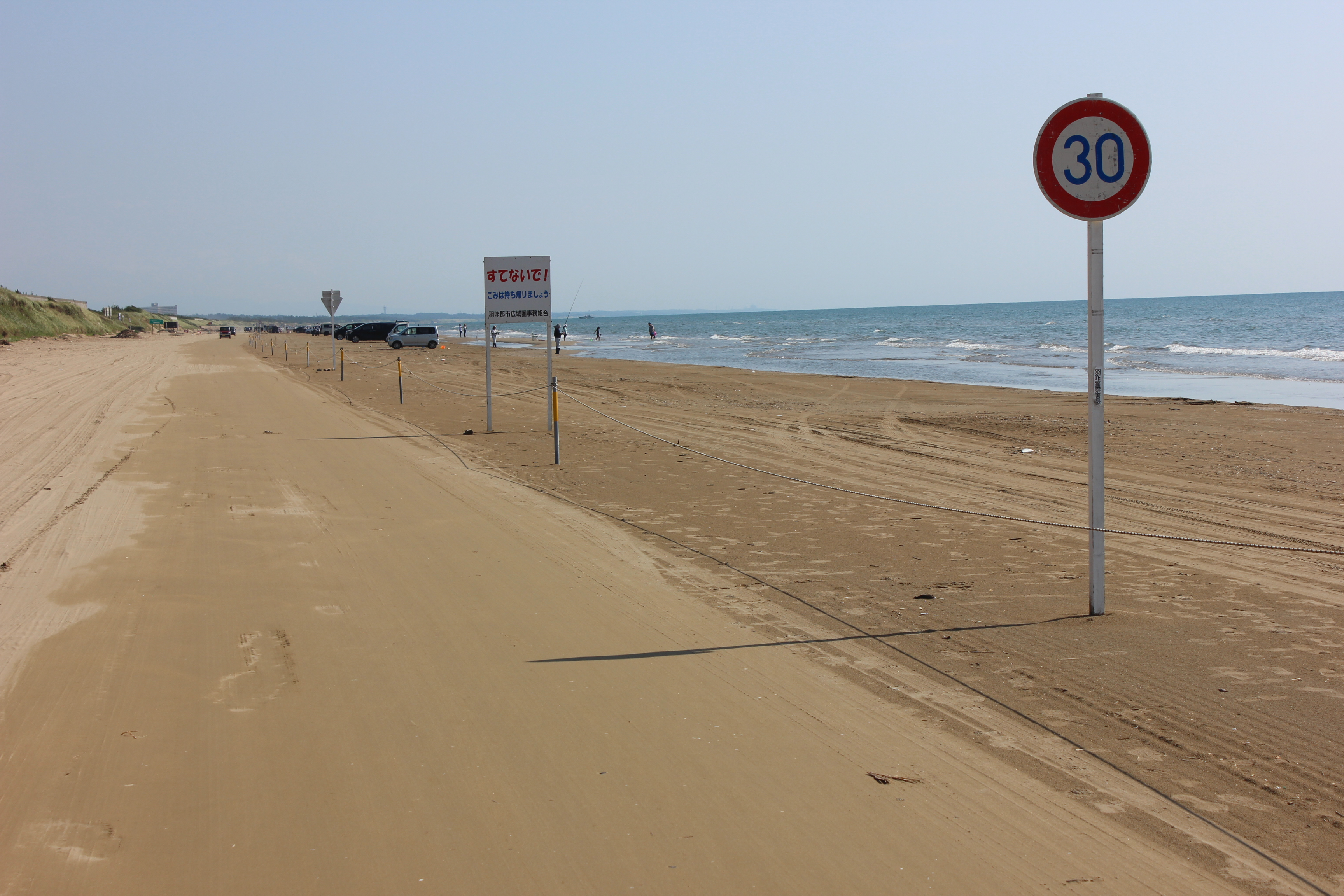
千里濱渚道路

在江戶時代加賀藩任命於此擔任十村職務負責管理村落的喜多家和岡部家，其於18世紀先後所建的住宅仍完整保存至今，其中喜多家住宅已被日本政府列為重要文化財產，岡部家也是石川縣政府列為有形文化財產，兩處現今都對外開放可供旅客參觀。
沿海區域由於為沙丘地形，自北到南有千里濱、出濱、今濱多個海水浴場，此區域也已被劃入能登半島國定公園，同時在此處岸邊的沙灘上設有千里濱渚道路的觀光道路，為全日本唯一可讓汽車、巴士合法行駛的沙灘。

## 姊妹、友好城市

### 日本
- 下呂市（岐阜縣）
過去押水町與小坂町（日语：小坂町 (岐阜県)）於1980年開始進行友好交流，兩地在2004年和2005年先後合併為寶達志水町和下呂市，2006年兩地進一步締結為姊妹城市。[16]

## 外部連結
- （日語） 寶達志水町公所的Facebook專頁
- （日語） YouTube上的宝達志水町HOU!頻道
- （日語） HOU!寶達志水情報站 （页面存档备份，存于）